# Streitkolben
Der Streitkolben (früher auch Slegel, Schlegel oder Schlägel genannt) ist eine Weiterentwicklung der Keule und besteht aus einem metallenen oder hölzernen Schaft und einem meist symmetrischen Schlagkopf aus Stein oder Metall. Es handelt sich um Waffen, die einstmals (viele Jahrhunderte) auf Schlachtfeldern (in Bodenkämpfen) in Europa und Nordafrika gebräuchlich waren.
Streitkolben gehören zu der Kategorie der Wuchtwaffen, da sie bei der Verwendung den Körper nicht penetrieren. Es gibt jedoch auch Streitkolben mit scharf zugeschliffenen Schlagblättern, die als Hiebwaffen klassifiziert werden, da sie bei ihrer Verwendung in den Körper eindringen.

## Geschichte
Streitkolben wurden erstmals im Jungpaläolithikum aus der Keule entwickelt und waren weit verbreitet, so beispielsweise auch im antiken Ägypten.

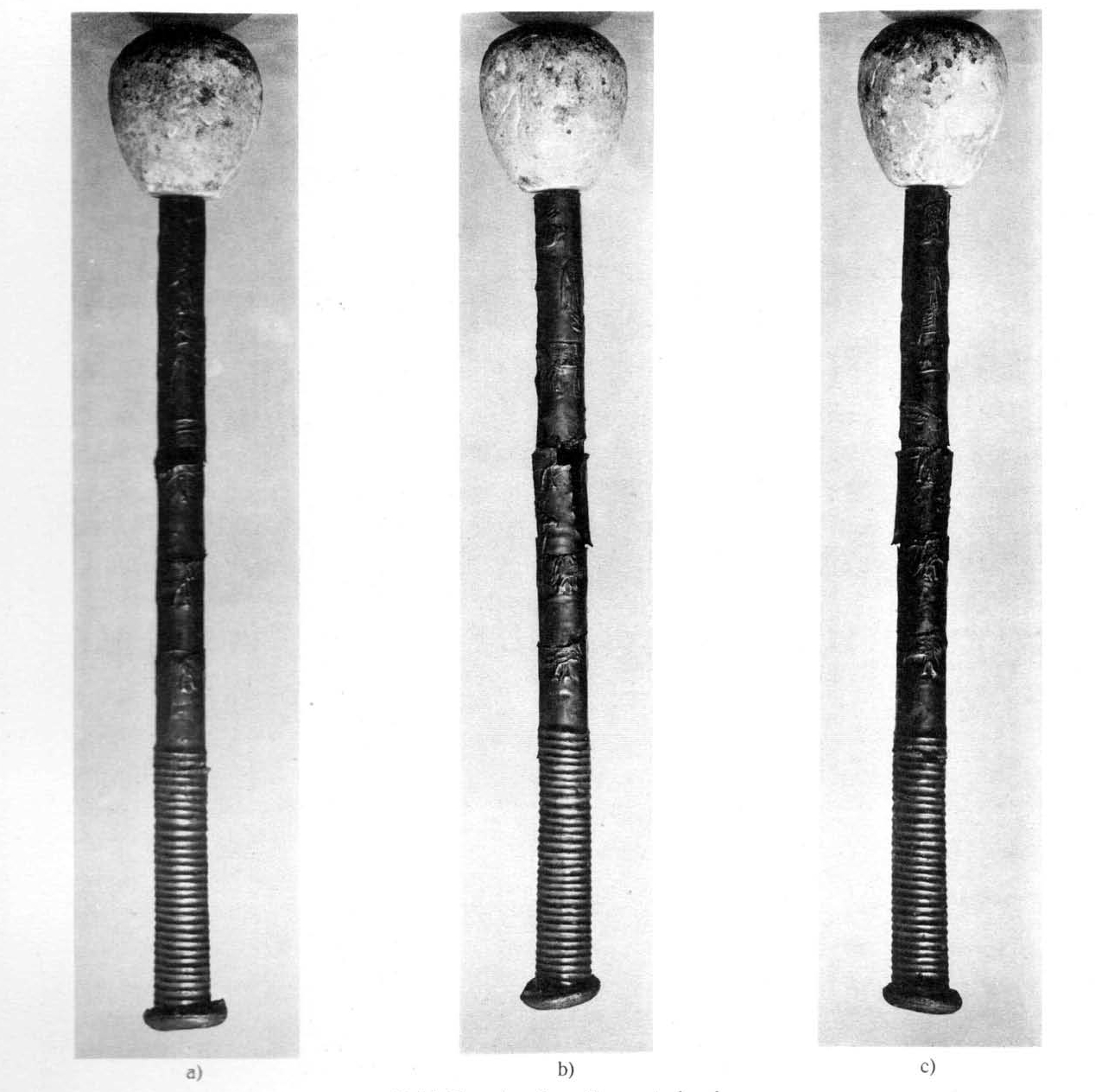
Altägyptischer Streitkolben, ca. 3200 v. Chr.

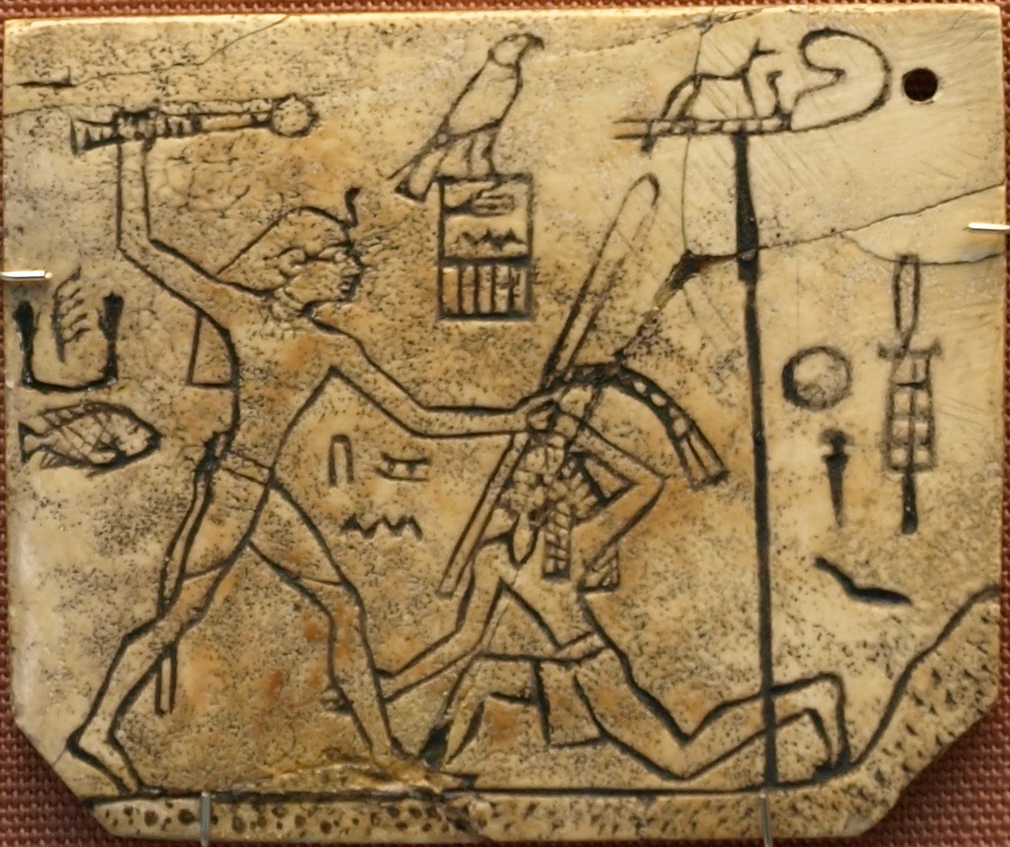
Der kriegerische Einsatz eines ägyptischen Streitkolbens; gefunden an einem Grab in Abydos, ca. 3000 v. Chr.

Im Mittelalter wurde der Streitkolben als Waffe der Reiterei eingesetzt. Er fand jedoch auch bei der Infanterie Verwendung; so z. B. bei den „Men-at-Arms“, die derartige Waffen in der Schlacht bei Crécy führten. Streitkolben konnten auch mit Dornen versehen sein. Sie konnten entweder ganz aus Metall gefertigt sein oder aus Holz mit Metallbeschlägen. Eine weitere Form des Kolbens ist der sogenannte Goedendag, einer Kombination aus Spieß und Kolben.
Der Streitkolben zeigte unter anderem eine große Wirkung auf Rüstungen. Zu Beginn des Hochmittelalters war der Streitkolben vor allem bei den französischen Rittern verpönt, da für sie nur Lanze und Schwert als ritterliche Waffen galten. Hier gibt es eine Parallelität zu anderen Waffen wie Streitaxt, Streithammer und Streitflegel.
Diese Waffen wurden jedoch als unritterlich empfunden, da sie profanem Werkzeug ähnelte, andererseits schlicht plump und unelegant wirkte. Zudem waren diese Waffen im Vergleich zu einem Schwert deutlich billiger in der Herstellung, boten also nicht die gewünschte Exklusivität für den Adel. Mit dem Aufkommen immer besserer Rüstungen verloren Schwerter jedoch mehr und mehr an Wirksamkeit, wohingegen Wuchtwaffen auch gegen einen Plattenpanzer Wirkung zeigten. Daher wurde dieser Waffentyp trotz seines niedrigen Ansehens immer häufiger verwendet.

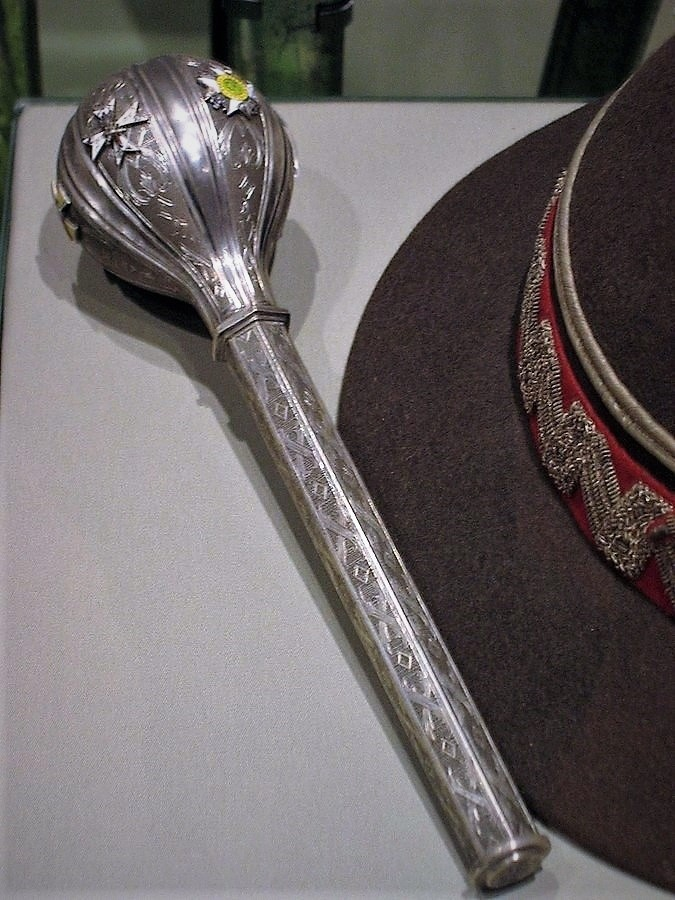
Pusikan des Marschalls Rydz-Śmigły

Im 16. Jahrhundert (mit Zunahme der Verbreitung von Feuerwaffen und gleichzeitigem Rückgang schwerer Rüstungen) kam der Streitkolben allmählich außer Gebrauch.
Jedoch finden Streitkolben heute noch in einigen Ländern als Zeremonialwaffen Verwendung. Beispielsweise verfügen der Serjeant-at-Arms, der Zeremonienmeister im britischen Unterhaus, sowie die Dekane der meisten amerikanischen und britischen Universitäten über zeremonielle Streitkolben. Besonders prächtige Modelle wurden auch als Statussymbole von Kavalleriegenerälen und Herrschern als Zepter verwendet, aus denen sich schließlich der Marschallstab entwickelte.